# 사원학교

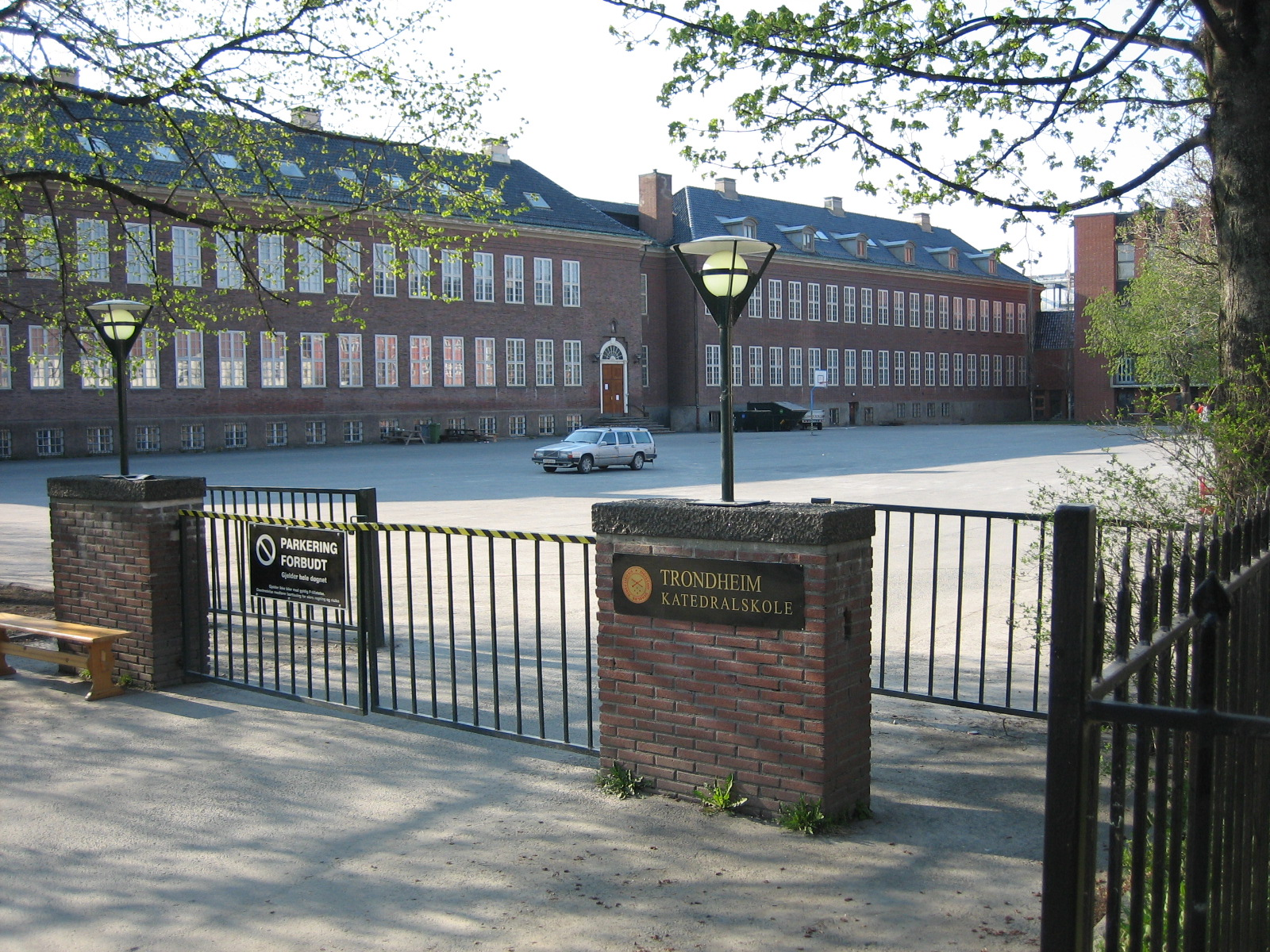
1152년 설립

사원학교(cathedral school), 성당학교, 본산학교는 각 교구의 본산 소재지에 세운 학교로 각 교구(敎區)의 감독이 유지·경영하였으므로 감독학교(監督學校：episcopal school)라고도 하였다.
중세 시대 때 고급 교육 센터로 시작되었으며 그 중 일부는 중세 대학으로 발전하였다.
이 학교는 교회의 지도자와 성직자를 양성하는 데 목적을 두었으나, 나중에는 일반 자녀도 받아들여 중세 교육의 일대 중심을 이루게 되었다. 교육내용은 읽기·쓰기·찬송가 등 기초적 공통교과를 이수한 후에 성경·철학·그리스 문학·신학 등을 가르쳤다.

## 같이 보기
- 샤르트르 학파